# Brno-Slatina (nádraží)
Brno-Slatina je železniční stanice v Brně, leží na dvoukolejné Vlárské dráze. V roce 2022 zde zastavovaly osobní a ve špičkách i některé spěšné vlaky. Stanice je od roku 2004 zaintegrována do IDS JMK.[zdroj?]

## Historie
Zastávka Slatina byla (společně se zprovozněním trati) otevřena dne 10. října 1887, zanedlouho byla přestavěna na výhybnu a nákladiště. Mezi lety 1921–1925 byla původní výhybna přestavěna na stanici s pěti kolejemi. V roce 1925 byla postavena nová (současná) nádražní budova s čekárnou. Po přípravách (rozšíření kolejiště, vložení nových výměn ad.) byla trať ve 40. letech zdvoukolejněna. Koncem 60. let byla původní mechanická návěstidla nahrazena světelnými. Na počátku 80. let 20. století byl přes šlapanické zhlaví postaven most dálnice D1. V letech 2004–2005 překlenul most i druhé, brněnské zhlaví. V souvislosti s chystanou návštěvou papeže na nedalekém letišti byla v létě roku 2009 opravena nádražní budova a zbořeno skladiště a staré toalety. Roku 2016 se stanice při rekonstrukci tratě dočkala nových zpevněných nástupišť.

## Služby pro cestující
Nachází se zde označovač jízdenek IDS JMK. Osobní pokladna je od roku 200 trvale uzavřena,7 cestující jsou odbavováni ve vlaku. Je zde čekárna, ve které se nachází toalety.[zdroj?] Ve stanici je instalován informační systém ČD speaker.

## Provoz
V dvouhodinovém taktu, který je ve špičkách zkrácen, zde zastavují osobní vlaky linky S6 (Brno hl.n. / Brno-Židenice – Uherské Hradiště) a některé spěšné vlaky R56 (Brno hl.n. – Staré Město u Uh. Hradiště). Dále přes stanici projíždí rychlíky linek R8 (Brno-Královo Pole – Bohumín) a R12 (Brno hl.n. – Šumperk).[zdroj?]

## Vlečky
- Na straně u výpravní budovy leží bývalé předávací kolejiště Zetoru, ze kterého vychází vlečky bývalé Zeleniny, E.ON (dříve JME) a Dieffenbacher.[5]
- Naproti budovy se odpojuje vlečka slévárny Roučka (také známé jako Sigma Slatina).[5]
- Ze šlapanického zhlaví vycházejí vlečky na tuřanské letiště a do areálu Železničního stavitelství, také zde měla vést vlečka Řempo, která nakonec nebyla realizována.[5]
- Počátkem 21. století firma CTP Invest nechala vyprojektovat vlečky do průmyslových areálů CTPark Černovická terasa a Šlapanice, které však nikdy nebyly realizovány.[5]

## Návazná doprava
Před staniční budovou se nachází autobusová zastávka Slatina, nádraží, kde zastavují linky brněnské MHD.